# 바이오인프라생명과학
주식회사 바이오인프라생명과학은 대한민국의 유전자 항암치료제 연구 개발 기업이다.체외진단 의료기기와 항암 표적 약물 전달 시스템(DDS) 분야에서 기술을 가지고 있다.